# Liste des volcans d'Amérique
Ce qui suit est une liste de volcans actifs, endormis et éteints d'Amérique.

## Amérique du Nord

### Canada
| Nom                                       | Altitude | Localisation                  | Dernière éruption |
| ----------------------------------------- | -------- | ----------------------------- | ----------------- |
| Alligator Lake                            | 2 217 m  |                               |                   |
| Atlin Volc Field                          | 1 880 m  |                               |                   |
| Fort Selkirk                              | 1 239 m  |                               |                   |
| Tuya Volc Field                           | 2 123 m  |                               |                   |
| Ceinture volcanique d'Anahim              |          |                               |                   |
| Cône Nazko                                | 1 238 m  |                               | -5220 ± 100 ans   |
| Chilcotin Plateau Basalts                 |          |                               |                   |
| Ceinture volcanique de Garibaldi          |          |                               |                   |
| Bridge River Cones                        | 2 500 m  |                               |                   |
| Mont Garibaldi                            | 2 678 m  | 49° 51′ 02″ N, 123° 00′ 17″ O | -8060 ± 500 ans   |
| Garibaldi Lake                            | 2 316 m  |                               |                   |
| Mont Meager                               | 2 680 m  |                               | -410 ± 200 ans    |
| Mont Price                                |          |                               |                   |
| Ceinture volcanique Stikine               |          |                               |                   |
| Mont Edziza                               | 2 786 m  |                               |                   |
| Eve Cone                                  |          |                               |                   |
| Pics Heart                                |          |                               |                   |
| Hoodoo Mountain                           | 1 850 m  |                               | ~ -7050 (?)       |
| Iskut-Unuk River Cones                    | 1 880 m  |                               | 1800 (?)          |
| Lava Fork                                 |          |                               |                   |
| Pyramid Dome                              |          |                               |                   |
| Spectrum Range                            | 2 430 m  |                               |                   |
| Tseax Cone                                | 609 m    |                               | 1690 ± 150 ans    |
| volcan mountain                           |          |                               |                   |
| volcan mountain East                      |          |                               |                   |
| Williams Cone                             |          |                               |                   |
| Champ volcanique de Wells Gray-Clearwater |          |                               |                   |
| Hyalo Ridge                               | 2 576 m  |                               | 1550 (?)          |
| Whitehorse Bluffs                         |          |                               |                   |
| Pyramid mountain                          |          |                               |                   |
| Champ volcanique de Wrangell              |          |                               |                   |
| Mont Drum                                 |          |                               |                   |
| Mont Wrangell                             |          |                               |                   |
| Mont Jarvis                               |          |                               |                   |

### Mexique
| Nom                             | Numéro    | Altitude                             | Localisation                                        | Type                               | Dernière éruption ou période d'activité |
| ------------------------------- | --------- | ------------------------------------ | --------------------------------------------------- | ---------------------------------- | --------------------------------------- |
| Cerro Prieto                    | 1401-00-  | 223 m                                | 32° 25′ 06″ N, 115° 18′ 18″ O                       | Dôme de lave                       | Holocène ?                              |
| Pinacate                        | 1401-001  | 1 200 m                              | 31° 46′ 21″ N, 113° 29′ 54″ O                       | Champ volcanique, cônes de scories | Holocène                                |
| San Quintin                     | 1401-002  | 260 m                                | 30° 28′ 04″ N, 115° 59′ 47″ O                       | Champ volcanique, cônes de scories | Holocène ?                              |
| Isla San Luis                   | 1401-003  | 180 m                                | 29° 58′ N, 114° 24′ O                               | Cônes pyroclastiques               | Holocène                                |
| Jaraguay                        | 1401-004  | 960 m                                | 29° 20′ N, 114° 30′ O                               | Champ volcanique, cônes de scories | Holocène                                |
| Coronado                        | 1401-005  | 440 m                                | 29° 05′ 00″ N, 113° 30′ 48″ O                       | Stratovolcan                       | Activité fumerollienne                  |
| Guadalupe                       | 1401-006  | 1 100 m                              | 29° 04′ N, 118° 17′ O                               | Volcan bouclier                    | Holocène                                |
| San Borja ou El Rosarito        | 1401-007  | 1 360 m                              | 28° 30′ N, 113° 45′ O                               | Champ volcanique, cônes de scories | Holocène                                |
| Sans nom                        | 1401-008  |                                      | 28° N, 115° O                                       | Volcan sous-marin ?                | 20 juillet 1953 origine incertaine      |
| El Aguajito ou Santa Ana        | 1401 008B | 1 300 m                              | 27° 36′ N, 112° 32′ O                               | Caldeira                           | Pléistocène, activité thermale          |
| Tres Vírgenes                   | 1401-01=  | 1 940 m                              | 27° 28′ 11″ N, 112° 35′ 28″ O                       | Stratovolcans                      | Holocène ?                              |
| Isla Tortuga                    | 1401-011  | 210 m                                | 27° 26′ N, 111° 53′ O                               | Volcan bouclier                    | Holocène                                |
| Punta Púlpito                   | 1401 011A |                                      | 26° 31′ 00″ N, 111° 28′ 30″ O                       | Dôme de lave                       | Pléistocène, activité fumerollienne     |
| Comondú - La Purísima           | 1401-012  | 780 m                                | 26° 00′ N, 111° 55′ O                               | Champ volcanique                   | Holocène ?                              |
| Bárcena                         | 1401-02=  | 332 m                                | 19° 18′ N, 110° 49′ O Îles Revillagigedo            | Cônes de scories                   | 1952-1953                               |
| Socorro                         | 1401-021  | 1 050 m                              | 18° 47′ N, 110° 57′ O Îles Revillagigedo            | Volcan bouclier                    | 1993-1994                               |
| Durango                         | 1401-022  | 2 075 m                              | 24° 09′ N, 104° 27′ O                               | Champ volcanique, cônes de scories | Holocène                                |
| Sangangüey                      | 1401-023  | 2 340 m                              | 21° 27′ N, 104° 44′ O                               | Stratovolcan                       | Holocène                                |
| Ceboruco                        | 1401-03=  | 2 280 m                              | 21° 07′ 30″ N, 104° 30′ 30″ O                       | Stratovolcan                       | 1870-1875                               |
| Mascota                         | 1401-031  | 2 560 m                              | 20° 37′ N, 104° 50′ O                               | Champ volcanique, cônes de scories | Holocène                                |
| Sierra La Primavera             | 1401 031E | 2 270 m                              | 20° 37′ N, 103° 31′ O                               | Caldeira                           | Pléistocène, activité thermale          |
| Colima                          | 1401-04=  | 3 850 m                              | 19° 30′ 50″ N, 103° 37′ 00″ O                       | Stratovolcans                      | En cours (2009)                         |
| Michoacán - Guanajuato          | 1401-06=  | 3 860 m                              | 19° 51′ N, 101° 45′ O                               | Champ volcanique, cônes de scories | 1943-1952 (Parícutin)                   |
| Los Azufres                     | 140106=A  | 3 400 m                              | 19° 51′ N, 100° 38′ O                               | Caldeira, dômes de lave            | Pléistocène, activité fumerollienne     |
| Zitácuaro - Valle de Bravo      | 1401-061  | 3 500 m                              | 19° 24′ N, 100° 15′ O                               | Caldeira                           |                                         |
| Jocotitlán                      | 1401-062  | 3 900 m                              | 19° 44′ 00″ N, 99° 45′ 30″ O                        | Stratovolcan                       | Vers 1270                               |
| Xinantécatl ou Nevado de Toluca | 1401-07-  | 4 680 m                              | 19° 06′ 03″ N, 99° 45′ 30″ O                        | Stratovolcan                       | 3 300 ans BP                            |
| Chichinautzin                   | 1401-08=  | 3 930 m                              | 19° 05′ N, 99° 08′ O                                | Champ volcanique                   | 1 700 ans BP                            |
| Papayo                          | 1401-081  | 3 600 m                              | 19° 18′ 30″ N, 98° 42′ 00″ O                        | Dôme de lave                       | Holocène                                |
| Iztaccíhuatl                    | 1401-082  | 5 230 m                              | 19° 10′ 44″ N, 98° 38′ 30″ O                        | Stratovolcan                       | Holocène                                |
| Popocatépetl                    | 1401-09=  | 5 426 m                              | 19° 01′ 24″ N, 98° 37′ 20″ O                        | Stratovolcan                       | En cours (2009)                         |
| La Malinche                     | 1401-091  | 4 461 m                              | 19° 13′ 51″ N, 98° 01′ 55″ O                        | Stratovolcan                       | 3 000 ans BP                            |
| Serdán-Oriental                 | 1401-092  | 3 485 m                              | 19° 16′ N, 97° 28′ O                                | Cônes pyroclastiques               | Holocène                                |
| Los Humeros                     | 1401-093  | 3 150 m                              | 19° 41′ N, 97° 27′ O                                | Caldeiras                          | Holocène ?                              |
| Los Atlixcos ou Cerro el Abra   | 1401-094  | 800 m                                | 19° 48′ 32″ N, 96° 31′ 35″ O                        | Volcan bouclier                    | Holocène                                |
| Naolinco                        | 1401-095  | 2 000 m                              | 19° 40′ N, 96° 45′ O Veracruz                       | Cônes pyroclastiques               | 3 000 ans BP                            |
| Cofre de Perote                 | 1401-096  | 4 282 m                              | 19° 29′ 30″ N, 97° 09′ 00″ O                        | Volcans boucliers                  | 900 ans BP                              |
| La Gloria                       | 1401-097  | 3 500 m                              | 19° 20′ N, 97° 15′ O                                | Champ volcanique                   | Holocène                                |
| Las Cumbres                     | 1401-098  | 3 940 m                              | 19° 09′ N, 97° 16′ O                                | Stratovolcan                       | 5 900 ans BP                            |
| Citlaltépetl ou Pico de Orizaba | 1401-10=  | 5 675 m (point culminant du Mexique) | 19° 01′ 48″ N, 97° 16′ 05″ O                        | Stratovolcan                       | 1846                                    |
| San Martín ou San Martín Tuxtla | 1401-11=  | 1 650 m                              | 18° 34′ N, 95° 12′ O Golfe du Mexique               | Volcan bouclier                    | 1796                                    |
| El Chichón                      | 1401-12=  | 1 150 m                              | 17° 21′ 36″ N, 93° 13′ 40″ O Chiapas                | Dômes de lave, lac acide           | 1982                                    |
| Tacaná                          | 1401-13=  | 4 060 m                              | 15° 07′ 48″ N, 92° 06′ 45″ O frontière du Guatemala | Stratovolcan                       | 1986                                    |

## Amérique centrale

### Guatemala
| Nom                     | Numéro   | Altitude | Localisation                              | Type                       | Dernière éruption ou période d'activité |
| ----------------------- | -------- | -------- | ----------------------------------------- | -------------------------- | --------------------------------------- |
| Tajumulco               | 1402-02= | 4 220 m  | 15° 02′ 04″ N, 91° 54′ 12″ O              | Stratovolcan               | Holocène                                |
| Santa Maria Santa María | 1402-03= | 3 772 m  | 14° 45′ 21″ N, 91° 33′ 06″ O              | Stratovolcan dômes de lave | En cours (2009)                         |
| Almolonga               | 1402-04= | 3 197 m  | 14° 49′ N, 91° 29′ O                      | Stratovolcan               | 1818                                    |
| Santo Tomás ou Pecul    | 1402-05= | 3 542 m  | 14° 42′ 37″ N, 91° 28′ 43″ O              | Stratovolcans              | Pléistocène, activité fumerollienne     |
| Atitlán                 | 1402-06= | 3 535 m  | 14° 34′ 58″ N, 91° 11′ 11″ O              | Stratovolcan               | 1853                                    |
| Tolimán                 | 1402-07= | 3 158 m  | 14° 36′ 45″ N, 91° 11′ 21″ O              | Stratovolcan               | Holocène                                |
| Acatenango              | 1402-08= | 3 976 m  | 14° 30′ 02″ N, 90° 52′ 33″ O              | Stratovolcan               | 1972                                    |
| Fuego                   | 1402-09= | 3 763 m  | 14° 28′ 22″ N, 90° 52′ 49″ O              | Stratovolcan               | En cours (2018)                         |
| Agua                    | 1402-10= | 3 760 m  | 14° 27′ 53″ N, 90° 44′ 35″ O              | Stratovolcan               | Holocène                                |
| Pacaya                  | 1402-11= | 2 552 m  | 14° 22′ 51″ N, 90° 36′ 04″ O              | Volcan complexe            | En cours (2009)                         |
| Cuilapa-Barbarena       | 1402-111 | 1 454 m  | 14° 20′ N, 90° 24′ O                      | Champ volcanique           | Holocène                                |
| Tecuamburro             | 1402-12= | 1 845 m  | 14° 09′ 22″ N, 90° 24′ 25″ O              | Stratovolcan               | 2 900 ans BP                            |
| Jumaytepeque            | 1402-121 | 1 815 m  | 14° 20′ 08″ N, 90° 16′ 10″ O              | Stratovolcan               | Holocène ?                              |
| Moyuta                  | 1402-13- | 1 662 m  | 14° 02′ N, 90° 06′ O                      | Stratovolcan               | Activité thermale                       |
| Flores                  | 1402-14- | 1 600 m  | 14° 18′ 28″ N, 89° 59′ 32″ O              | Champ volcanique           | Holocène                                |
| Tahual                  | 1402-141 | 1 716 m  | 14° 26′ N, 89° 54′ O                      | Stratovolcan               | Holocène                                |
| Cerro Santiago          | 1402-15- | 1 192 m  | 14° 20′ N, 89° 52′ O                      | Champ volcanique           | Holocène                                |
| Suchitan                | 1402-16- | 2 042 m  | 14° 24′ N, 89° 47′ O                      | Stratovolcans              | Holocène                                |
| Chingo                  | 1402-17- | 1 775 m  | 14° 07′ N, 89° 44′ O frontière d'Salvador | Stratovolcan               | Holocène                                |
| Ixtepeque               | 1402-18- | 1 292 m  | 14° 25′ N, 89° 41′ O                      | Dômes de lave              | Holocène                                |
| Ipala                   | 1402-19- | 1 650 m  | 14° 33′ N, 89° 38′ O                      | Stratovolcan               | Holocène                                |
| Chiquimula              | 1402-20- | 1 192 m  | 14° 50′ N, 89° 33′ O                      | Cônes de scories           | Holocène                                |
| Quezaltepeque           | 1402-21- | 1 200 m  | 14° 34′ N, 89° 27′ O                      | Champ volcanique           | Holocène                                |

### Salvador
| Nom                         | Numéro   | Altitude | Localisation                 | Type             | Dernière éruption ou période d'activité |
| --------------------------- | -------- | -------- | ---------------------------- | ---------------- | --------------------------------------- |
| San Diego                   | 1403-001 | 781 m    | 14° 16′ N, 89° 29′ O         | Champ volcanique | Holocène                                |
| Cerro Singüil               | 1403-002 | 957 m    | 14° 03′ N, 89° 39′ O         | Cônes de scories | Holocène                                |
| Chaîne d’Apaneca            | 1403-01= | 2 036 m  | 13° 53′ 27″ N, 89° 47′ 10″ O | Stratovolcans    | Holocène                                |
| Santa Ana                   | 1403-02= | 2 381 m  | 13° 51′ 12″ N, 89° 37′ 48″ O | Stratovolcan     | 2005                                    |
| Izalco                      | 1403-03= | 1 950 m  | 13° 48′ 45″ N, 89° 37′ 58″ O | Stratovolcan     | 1966                                    |
| Coatepeque                  | 1403-041 | 746 m    | 13° 52′ N, 89° 33′ O         | Caldeira         | Holocène                                |
| San Salvador                | 1403-05= | 1 893 m  | 13° 44′ 03″ N, 89° 17′ 38″ O | Stratovolcan     | 1917                                    |
| Cerro Cinotepeque           | 1403-051 | 665 m    | 14° 01′ N, 89° 15′ O         | Champ volcanique | Holocène                                |
| Guazapa                     | 1403-052 | 1 438 m  | 13° 54′ N, 89° 07′ O         | Stratovolcan     | Holocène ?                              |
| Ilopango                    | 1403-06= | 450 m    | 13° 40′ 18″ N, 89° 03′ 12″ O | Caldeira         | 1880                                    |
| San Vicente ou Chichontepec | 1403-07= | 2 182 m  | 13° 35′ 43″ N, 88° 50′ 15″ O | Stratovolcan     | Holocène                                |
| Apastepeque                 | 1403-071 | 700 m    | 13° 43′ N, 88° 46′ O         | Champ volcanique | Holocène                                |
| Taburete                    | 1403-072 | 1 172 m  | 13° 26′ 06″ N, 88° 31′ 55″ O | Stratovolcan     | Holocène ?                              |
| Tecapa                      | 1403-08= | 1 593 m  | 13° 29′ 38″ N, 88° 30′ 08″ O | Stratovolcan     | Holocène                                |
| Usulután                    | 1403-081 | 1 449 m  | 13° 25′ 08″ N, 88° 28′ 14″ O | Stratovolcan     | Holocène                                |
| El Tigre                    | 1403-082 | 1 640 m  | 13° 28′ N, 88° 26′ O         | Stratovolcan     | Holocène                                |
| Chinameca                   | 1403-09= | 1 300 m  | 13° 28′ 40″ N, 88° 19′ 49″ O | Stratovolcan     | Holocène                                |
| San Miguel                  | 1403-10= | 2 130 m  | 13° 26′ 02″ N, 88° 16′ 09″ O | Stratovolcan     | 2002                                    |
| Lac Aramuaca                | 1403-101 | 181 m    | 13° 25′ 42″ N, 88° 06′ 18″ O | Maar             | Holocène                                |
| Golfe de Fonseca            |          |          |                              |                  |                                         |
| Conchagua                   | 1403-11= | 1 225 m  | 13° 16′ 30″ N, 87° 50′ 42″ O | Stratovolcan     |                                         |
| Conchagüita                 | 1403-12= | 505 m    | 13° 13′ 43″ N, 87° 46′ 03″ O | Stratovolcan     | 1892                                    |

### Honduras
| Nom                  | Numéro   | Altitude | Localisation                             | Type                 | Dernière éruption ou période d'activité |
| -------------------- | -------- | -------- | ---------------------------------------- | -------------------- | --------------------------------------- |
| Volcans isolés       |          |          |                                          |                      |                                         |
| Île d’Utila          | 1403-16- | 74 m     | 16° 06′ 00″ N, 86° 54′ 00″ O mer Caraïbe | Cônes pyroclastiques | Holocène                                |
| Lac Yojoa            | 1403-15- | 1 090 m  | 14° 59′ 00″ N, 87° 59′ 00″ O             | Champ volcanique     | Holocène                                |
| Golfe de Fonseca     |          |          |                                          |                      |                                         |
| Île d’El Tigre       | 1403-13- | 783 m    | 13° 16′ 20″ N, 87° 38′ 26″ O             | Stratovolcan         | Holocène                                |
| Île de Zacate Grande | 1403-14- | 640 m    | 13° 20′ 00″ N, 87° 38′ 00″ O             | Stratovolcan         | Holocène                                |

### Panama
| Nom                          | Numéro   | Altitude | Localisation                | Type            | Dernière éruption ou période d'activité |
| ---------------------------- | -------- | -------- | --------------------------- | --------------- | --------------------------------------- |
| Barú                         | 1406-01- | 3 474 m  | 8° 48′ 28″ N, 82° 32′ 34″ O | Stratovolcan    | 1550                                    |
| La Yeguada ou Chitra-Calobre | 1406-02- | 1 297 m  | 8° 28′ 00″ N, 80° 49′ 00″ O | Volcan complexe | 1620                                    |
| El Valle                     | 1406-03- | 1 185 m  | 8° 35′ 00″ N, 80° 10′ 00″ O | Stratovolcan    | Holocène                                |

## Antilles
| Nom                             | Altitude | Localisation                 | Dernière éruption |
| ------------------------------- | -------- | ---------------------------- | ----------------- |
| Antilles néerlandaises          |          |                              |                   |
| Quill                           | 601 m    | 17° 29′ N, 62° 57′ O         |                   |
| Saba                            | 887 m    | 17° 38′ N, 63° 14′ O         | Holocène          |
| Saint-Christophe-et-Niévès      |          |                              |                   |
| Mont Liamuiga (Mont Misery)     | 1 156 m  |                              | 160 ± 200 ans     |
| Nevis Peak                      | 985 m    |                              |                   |
| Montserrat                      |          |                              |                   |
| Soufrière Hills                 | 915 m    |                              | 2005-2013         |
| Guadeloupe                      |          |                              |                   |
| La Soufrière                    | 1 467 m  | 16° 03′ N, 61° 40′ O         | 1976-1977         |
| Dominique                       |          |                              |                   |
| Morne aux Diables               | 861 m    |                              |                   |
| Morne Diablotins                | 1 430 m  |                              |                   |
| Morne Plat Pays                 | 940 m    |                              | 1270 ± 50 ans     |
| Morne Trois Pitons              | 1 387 m  |                              | 920 ± 50 ans      |
| Morne Watt                      | 1 224 m  |                              | 1997              |
| Martinique                      |          |                              |                   |
| Montagne Pelée                  | 1 397 m  | 14° 49′ 00″ N, 61° 10′ 00″ O | 1932              |
| Sainte-Lucie                    |          |                              |                   |
| Qualibou                        | 777 m    |                              | 1766              |
| Saint-Vincent-et-les-Grenadines |          |                              |                   |
| Soufrière de Saint-Vincent      | 1 234 m  |                              | 1979              |
| Grenade                         |          |                              |                   |
| Sainte Catherine                | 840 m    |                              |                   |
| Kick-'em-Jenny                  | -185 m   |                              | 2015              |

## Amérique du Sud

### Colombie
| Nom                      | Altitude | Localisation                | Dernière éruption |
| ------------------------ | -------- | --------------------------- | ----------------- |
| Azufral                  | 4 070 m  | 1° 05′ N, 77° 41′ O         | -930 (?)          |
| Cerro Bravo              | 4 000 m  | 5° 05′ 31″ N, 75° 18′ 00″ O | 1720 ± 150 ans    |
| Cerro Machin             | 2 650 m  | 4° 29′ N, 75° 24′ O         | 1180 ± 150 ans    |
| Cerro Negro de Mayasquer | 4 445 m  | 0° 49′ N, 77° 58′ O         | 1936              |
| Cumbal                   | 4 764 m  | 0° 59′ N, 77° 53′ O         | 1926              |
| Doña Juana               | 4 150 m  | 1° 28′ N, 76° 55′ O         | 1906              |
| Galeras                  | 4 276 m  | 1° 13′ 00″ N, 77° 22′ 00″ O | 2012-2014         |
| Nevado del Huila         | 5 365 m  | 2° 55′ N, 76° 03′ O         | 2008-2012         |
| Nevado del Tolima        | 5 200 m  | 4° 40′ N, 75° 20′ O         | 1943              |
| Nevado del Ruiz          | 5 389 m  | 4° 53′ N, 75° 22′ O         | 2015-2016         |
| Petacas                  | 4 054 m  | 1° 34′ N, 76° 47′ O         | Inconnue          |
| Puracé                   | 4 650 m  | 2° 19′ N, 76° 24′ O         | 1977              |
| Santa Isabel             | 4 950 m  | 4° 49′ N, 75° 22′ O         | -850 (?)          |
| Sotara                   | 4 400 m  | 2° 07′ N, 76° 35′ O         | Inconnue          |

### Équateur(y comprisîles Galápagos)
Andes équatoriennes
| Nom              | Altitude | Localisation | Dernière éruption |
| ---------------- | -------- | ------------ | ----------------- |
| Altar            | 5 321 m  |              | 1460 (?)          |
| Antisana         | 5 753 m  |              | 1801-1802         |
| Atacazo          | 4 463 m  |              | -320 ± 16 ans     |
| Carihuairazo     | 5 018 m  |              |                   |
| Cayambe          | 5 790 m  |              | 1785-1786         |
| Chacana (en)     | 4 643 m  |              | 1773              |
| Chichoca         |          |              |                   |
| Chimborazo       | 6 310 m  |              | 550 ± 150 ans     |
| Corazón          | 4 790 m  |              |                   |
| Cotopaxi         | 5 911 m  |              | 2015-2016         |
| Guagua Pichincha | 4 784 m  |              | 2002              |
| Illiniza         | 5 248 m  |              |                   |
| Mojanda          | 4 263 m  |              |                   |
| Pan de Azúcar    |          |              |                   |
| Pululahua        | 3 356 m  |              | 290 (?)           |
| Quilotoa         | 3 914 m  |              | 1280 (?)          |
| Reventador       | 3 660 m  |              | depuis 2008       |
| Rumiñahui        |          |              |                   |
| Sangay           | 5 230 m  |              | depuis 1934       |
| Sincholagua      |          |              |                   |
| Soche            | 3 955 m  |              | -6650 (?)         |
| Sumaco           | 3 990 m  |              | 1895 ± 30 ans     |
| Tulabug          | 3 336 m  |              |                   |
| Tungurahua       | 5 023 m  |              | 2015-2016         |

Îles Galápagos
| Nom                        | Altitude | Localisation | Dernière éruption |
| -------------------------- | -------- | ------------ | ----------------- |
| Alcedo                     | 1 130 m  |              | 1993              |
| Cerro Azul                 | 1 640 m  |              | 2008              |
| Darwin                     | 1 330 m  |              | 1813              |
| Ecuador                    | 790 m    |              | ? (après 1150)    |
| Île Fernandina (La Cumbre) | 1 476 m  |              | 2009              |
| Île Floreana (Cerro Pajas) | 640 m    |              |                   |
| Île Genovesa               | 64 m     |              |                   |
| Île Marchena               | 343 m    |              | 1991              |
| Île Pinta                  | 780 m    |              | 1928              |
| Île San Cristóbal          | 759 m    |              |                   |
| Île Santa Cruz             | 864 m    |              |                   |
| Île Santiago               | 920 m    |              | 1904-1906         |
| Sierra Negra               | 1 124 m  |              | 2005              |
| Wolf                       | 1 710 m  |              | 2015              |

### Pérou
| Nom             | Altitude | Localisation | Dernière éruption |
| --------------- | -------- | ------------ | ----------------- |
| Coropuna        | 6 377 m  |              |                   |
| Misti           | 5 822 m  |              | 1985              |
| Huaynaputina    | 4 850 m  |              | 1600              |
| Macusani        | 4 400 m  |              | Pliocène          |
| Nevado Chachani | 6 075 m  |              |                   |
| Nevados Casiri  | 5 650 m  |              |                   |
| Nevados Firura  | 5 498 m  |              |                   |
| Quimsachata     | 3 693 m  |              | -4450 (?)         |
| Sabancaya       | 5 967 m  |              | depuis 2016       |
| Ticsani         | 5 408 m  |              | 1800 ± 200 ans    |
| Tutupaca        | 5 801 m  |              | 1802              |
| Ubinas          | 5 672 m  |              | 2016              |
| Yucamane        | 5 550 m  |              | 1320 (?)          |

### Bolivie
| Nom                  | Altitude | Localisation                 | Dernière éruption |
| -------------------- | -------- | ---------------------------- | ----------------- |
| Acotango             | 6 052 m  | 18° 22′ 00″ S, 69° 03′ 00″ O | Inconnue          |
| Cerro Capurata       |          |                              |                   |
| Cerro Columa         | 3 876 m  | 18° 30′ 00″ S, 68° 04′ 00″ O | Inconnue          |
| Cerro Michincha      | 5 305 m  |                              |                   |
| Cerro Moiro          |          |                              |                   |
| Cerro Paruma         | 5 762 m  |                              |                   |
| Cerro San Augustin   |          |                              |                   |
| Cerro Santa Isabel   |          |                              |                   |
| Cerro Yumia          |          |                              |                   |
| Cerros de Tocorpuri  |          |                              |                   |
| Escala               |          |                              |                   |
| Guayaques            | 5 598 m  |                              |                   |
| Humarata             | 5 717 m  |                              |                   |
| Irruputuncu          | 5 163 m  | 20° 44′ 00″ S, 68° 33′ 00″ O | 1995              |
| Licancabur           | 5 916 m  | 22° 50′ S, 67° 53′ O         | Inconnue          |
| Macizo de Larancagua | 5 520 m  | 18° 15′ 00″ S, 63° 32′ 00″ O | Inconnue          |
| Macizo de Pacuni     | 5 400 m  | 18° 19′ 00″ S, 68° 48′ 00″ O | Inconnue          |
| Nevado Anallajsi     | 5 750 m  | 7° 55′ 00″ S, 68° 55′ 00″ O  | Inconnue          |
| Nevado Sajama        | 6 542 m  | 18° 06′ 00″ S, 68° 53′ 00″ O | Inconnue          |
| Nuevro Mundo         | 5 438 m  |                              |                   |
| Olca                 | 5 407 m  | 20° 56′ 00″ S, 68° 29′ 00″ O | 1865-1867         |
| Ollagüe              | 5 868 m  | 21° 18′ 13″ S, 68° 10′ 45″ O |                   |
| Pampa Luxsar         | 5 543 m  |                              |                   |
| Parinacota           | 6 348 m  | 18° 10′ 00″ S, 69° 09′ 00″ O | 290 ± 300 ans     |
| Paruma               | 5 420 m  | 20° S, 68° O                 | Inconnue          |
| Patilla Pata         | 5 300 m  | 18° 03′ 00″ S, 69° 02′ 00″ O | Inconnue          |
| Pomerape             | 6 222 m  | 18° 17′ 36″ S, 69° 07′ 34″ O | Inconnue          |
| Quetena              |          |                              |                   |
| Sacabaya             | 4 215 m  | 18° 37′ 00″ S, 68° 45′ 00″ O | Inconnue          |
| Sairecabur           | 5 971 m  |                              |                   |
| Tata Sabaya          | 5 430 m  | 19° 08′ 00″ S, 68° 30′ 00″ O | Inconnue          |
| Uturuncu             | 6 008 m  | 22° 15′ 47″ S, 67° 11′ 12″ O | Inconnue          |

### Brésil
| Nom      | Altitude | Localisation                 | Dernière éruption |
| -------- | -------- | ---------------------------- | ----------------- |
| Trindade | 600 m    | 20° 30′ 52″ S, 29° 19′ 50″ O |                   |

### Chili
| Nom                             | Altitude | Dernière éruption         | Coordonnées                  |
| ------------------------------- | -------- | ------------------------- | ---------------------------- |
| Acamarachi                      | +06 046, | Holocène                  | 23° 18′ S, 67° 37′ O         |
| Acotango                        | +06 052, | Holocène                  | 18° 22′ S, 69° 03′ O         |
| Aguas Calientes                 | +05 924, | ?                         | 23° 22′ S, 67° 41′ O         |
| Aguilera                        | +02 546, | 1650 av. J.-C. ± 200 ans  | 50° 10′ S, 73° 50′ O         |
| Antillanca                      | +01 990, | Holocène                  | 40° 46′ S, 72° 09′ O         |
| Antuco                          | +02 979, | 1869                      | 37° 24′ S, 71° 20′ O         |
| Apagado                         | ?        | ?                         | ?                            |
| Arenales                        | +03 437, | 1979                      | 47° 12′ S, 73° 29′ O         |
| Arintica                        | +05 597, | Holocène                  | 18° 44′ S, 69° 03′ O         |
| Aucanquilcha                    | +06 176, | Holocène                  | 21° 13′ S, 68° 28′ O         |
| Caburgua                        | +00995,  | ?                         | 39° 12′ S, 71° 50′ O         |
| Caichinque                      | +04 450, | ?                         | 23° 57′ S, 67° 44′ O         |
| Calabozos                       | +03 508, | Holocène                  | 35° 33′ S, 70° 29′ O         |
| Calbuco                         | +02 003, | 2015                      | 41° 19′ S, 72° 36′ O         |
| Callaqui                        | +03 164, | 1980                      | 37° 55′ S, 71° 27′ O         |
| Carrán-Los Venados              | +01 114, | 1979                      | 40° 21′ S, 72° 04′ O         |
| Cay                             | ?        | ?                         | ?                            |
| Cayutué-La Viguería             | +00506,  | Holocène                  | 41° 15′ S, 72° 16′ O         |
| Cenizos                         | ?        | 1850                      | ?                            |
| Cerro Azul                      | +03 788, | 1967                      | 35° 39′ S, 70° 46′ O         |
| Cerro Bayo Gorbea               | +05 413, | Holocène                  | 25° 25′ S, 68° 35′ O         |
| Cerro Chapulul                  | +02 143, | Holocène                  | 38° 22′ S, 71° 05′ O         |
| Cerro del Azufre                | +05 846, | Holocène                  | 21° 47′ S, 68° 14′ O         |
| Cerro del León                  | +05 760, | ?                         | 22° 11′ S, 68° 07′ O         |
| Cerro Escorial                  | +05 447, | Holocène                  | 25° 05′ S, 68° 22′ O         |
| Cerro Hudson                    | +01 905, | 1991                      | 45° 54′ S, 72° 58′ O         |
| Cerro Overo                     | +04 555, | Holocène                  | 23° 21′ S, 67° 40′ O         |
| Cerro Pantoja                   | +02 112, | Holocène                  | 40° 46′ S, 71° 57′ O         |
| Cerro Pina                      | +04 037, | Holocène                  | 19° 29′ S, 68° 39′ O         |
| Cerro Redondo                   | +01 496, | ?                         | 39° 16′ S, 71° 42′ O         |
| Cerro Tujle                     | +03 550, | Holocène                  | 23° 50′ S, 67° 57′ O         |
| Cerro Toconce                   | +05 435, | Holocène                  | 22° 12′ S, 68° 06′ O         |
| Cerros de Tocorpuri             | +05 808, | Holocène                  | 22° 26′ S, 67° 54′ O         |
| Chaitén                         | +00962,  | 2009                      | 42° 49′ S, 72° 38′ O         |
| Chao                            | +05 100, | Holocène                  | 22° 07′ S, 68° 09′ O         |
| Chiliques                       | +05 778, | 2002                      | 23° 35′ S, 67° 42′ O         |
| Colachi                         | +05 631, | Holocène                  | 23° 14′ S, 67° 39′ O         |
| Copahue                         | +02 965, | 2000                      | 37° 51′ S, 71° 10′ O         |
| Copiapó                         | +06 052, | ?                         | 27° 18′ S, 69° 08′ O         |
| Corcovado                       | +02 300, | 1835                      | 43° 11′ S, 72° 48′ O         |
| Cordón Caulle                   | +01 798, | 2011                      | 40° 31′ S, 72° 12′ O         |
| Cordón Cenizos                  | +01 668, | 1850                      | 40° 56′ 42″ S, 72° 12′ 21″ O |
| Cordón de Puntas Negras         | +05 852, | Holocène                  | 23° 45′ S, 67° 32′ O         |
| Cordón del Azufre               | +05 463, | Holocène                  | 25° 20′ S, 68° 31′ O         |
| Cordón Chalviri                 | +05 623, | Holocène                  | 23° 51′ S, 67° 37′ O         |
| Cuernos del Diablo              | ?        | ?                         | ?                            |
| Descabezado Grande              | +03 953, | 1933                      | 35° 51′ S, 70° 45′ O         |
| Estero de Parraguirre           | ?        | ?                         | ?                            |
| Falso Azufre                    | +05 890, | Holocène                  | 26° 48′ S, 68° 22′ O         |
| Fueguino                        | +00150,  | 1820                      | 54° 57′ S, 70° 15′ O         |
| Guallatiri                      | +06 071, | 1985                      | 18° 25′ S, 69° 10′ O         |
| Descabezado Chico               | ?        | ?                         | ?                            |
| Guayaques                       | +05 598, | Holocène                  | 22° 53′ S, 67° 35′ O         |
| Los Hornitos                    | ?        | ?                         | ?                            |
| Hornopirén                      | +01 572, | Holocène                  | 41° 52′ S, 72° 25′ O         |
| Hualiaque                       | ?        | ?                         | ?                            |
| Huelemolle                      | +00810,  | ?                         | 39° 18′ S, 71° 49′ O         |
| Huequi                          | +01 318, | 1920                      | 42° 22′ S, 72° 34′ O         |
| Irruputuncu                     | +05 163, | 1995                      | 20° 44′ S, 68° 33′ O         |
| Isla Cook                       | +00150,  | Holocène                  | 54° 57′ S, 70° 16′ O         |
| Isluga                          | +05 550, | 1913                      | 19° 09′ S, 68° 50′ O         |
| Lascar Volcano                  | +05 592, | 2007                      | 23° 22′ S, 67° 44′ O         |
| Laguna del Maule                | +03 092, | Holocène                  | 36° 01′ S, 70° 35′ O         |
| Laguna Mariñaqui                | +02 143, | ?                         | 38° 16′ S, 71° 06′ O         |
| Laguna Verde                    | ?        | ?                         | ?                            |
| Lanín                           | +03 747, | 560 ± 150 ans             | 39° 37′ S, 71° 29′ O         |
| Lastarria                       | +05 697, | Holocène                  | 25° 10′ S, 68° 30′ O         |
| Lautaro                         | +03 380, | 1979                      | 49° 01′ S, 73° 33′ O         |
| Lexone                          | +05 340, | Holocène                  | 17° 52′ S, 69° 29′ O         |
| Licancabur                      | +05 916, | Holocène                  | 22° 50′ S, 67° 53′ O         |
| Linzor                          | +05 680, | ?                         | 22° 11′ S, 67° 57′ O         |
| Llaima                          | +03 125, | 2009                      | 38° 41′ S, 71° 43′ O         |
| Llullaillaco                    | +06 739, | 1877                      | 24° 43′ S, 68° 32′ O         |
| Lomas Blancas                   | +02 268, | Holocène                  | 36° 17′ S, 71° 00′ O         |
| Lonquimay                       | +02 865, | 1990                      | 38° 23′ S, 71° 35′ O         |
| Maca                            | +02 960, | Holocène                  | 45° 06′ S, 73° 12′ O         |
| Melimoyu                        | +02 400, | 200 ± 75 ans              | 44° 05′ S, 72° 53′ O         |
| Mencheca                        | +01 840, | Holocène                  | 40° 32′ S, 72° 02′ O         |
| Mentolat                        | +01 660, | Holocène                  | 44° 40′ S, 73° 05′ O         |
| Maipo                           | +05 264, | 1908                      | 34° 10′ S, 69° 50′ O         |
| Maunga Terevaka                 | +00507,  | > un million d'années     | 27° 09′ S, 109° 23′ O        |
| Michinmahuida                   | +02 404, | 1835                      | 42° 47′ S, 72° 26′ O         |
| Miñiques                        | +05 910, | ?                         | 23° 49′ S, 67° 46′ O         |
| Mocho-Choshuenco                | +02 422, | 1864                      | 39° 55′ S, 72° 01′ O         |
| Mondaca                         | +02 048, | Holocène                  | 35° 27′ S, 70° 48′ O         |
| Monte Burney                    | +01 758, | 1910                      | 52° 20′ S, 73° 24′ O         |
| El Negrillar                    | +03 500, | Holocène                  | 24° 11′ S, 68° 15′ O         |
| La Negrillar                    | +04 109, | Holocène                  | 24° 17′ S, 68° 36′ O         |
| Nevado de Incahuasi             | +06 621, | ?                         | 27° 02′ S, 68° 16′ O         |
| Nevado de Longaví               | +03 242, | Holocène                  | 36° 11′ S, 71° 09′ O         |
| Nevados de Chillán              | +03 212, | 2003                      | 36° 52′ S, 71° 22′ O         |
| Nevado Ojos del Salado          | +06 891, | 700 AD ± 300 ans          | 27° 07′ S, 68° 32′ O         |
| Olca-Paruma                     | +05 407, | 1867                      | 20° 56′ S, 68° 29′ O         |
| Ollague                         | +05 868, | ?                         | 21° 18′ S, 68° 11′ O         |
| Osorno                          | +02 652, | 1869                      | 41° 06′ S, 72° 29′ O         |
| Pali-Aike                       | +00250,  | 5550 av. J.-C. ± 1000 ans | 52° 00′ S, 70° 00′ O         |
| Palena                          | ?        | Holocène                  | 43° 41′ S, 72° 30′ O         |
| Palomo                          | +04 860, | Holocène                  | 34° 36′ S, 70° 17′ O         |
| Paniri                          | +05 946, | ?                         | 22° 05′ S, 68° 15′ O         |
| Parinacota                      | +06 348, | Holocène                  | 18° 10′ S, 69° 09′ O         |
| Pellado                         | +03 120, | Holocène                  | 35° 58′ 15″ S, 70° 47′ 19″ O |
| Planchón-Peteroa                | +04 107, | 1998                      | 35° 14′ S, 70° 34′ O         |
| Poike                           | +00370,  | > un million d'années     | 27° 09′ S, 109° 23′ O        |
| Puchuldiza                      | +04 500, | Pléistocène               | 19° 25′ S, 68° 58′ O         |
| Pular                           | +06 233, | 1990                      | 24° 11′ S, 68° 03′ O         |
| Puntiagudo                      | +02 493, | ?                         | 40° 58′ S, 72° 16′ O         |
| Purico                          | +05 703, | Holocène                  | 23° 00′ S, 67° 45′ O         |
| Putana                          | +05 890, | 1972                      | 22° 34′ S, 67° 52′ O         |
| Puyehue                         | +02 236, | 860                       | 40° 35′ S, 72° 07′ O         |
| Puyuhuapi                       | +00255,  | Holocène                  | 44° 18′ S, 72° 32′ O         |
| Quetrupillán                    | +02 360, | 1872                      | 39° 30′ S, 71° 42′ O         |
| Rano Kau                        | +00250,? | > un million d'années     | 27° 09′ S, 109° 23′ O        |
| Reclus                          | +01 000, | 1908 ± 1 ans              | 50° 59′ S, 73° 42′ O         |
| Resago                          | +01 550, | Holocène                  | 36° 27′ S, 70° 55′ O         |
| Robinson Crusoe                 | +00922,  | 1835                      | 33° 39′ S, 78° 51′ O         |
| Sairecabur                      | +05 971, | Holocène                  | 22° 44′ S, 67° 53′ O         |
| San Felix                       | +00183,  | Holocène                  | 26° 16′ S, 80° 07′ O         |
| San José                        | +05 856, | 1960                      | 33° 47′ S, 69° 53′ O         |
| San Pedro                       | +06 145, | 1960                      | 21° 53′ S, 68° 24′ O         |
| San Pedro                       | +03 621, | Holocène                  | 35° 59′ S, 70° 50′ O         |
| Sierra Nevada                   | +02 554, | Holocène                  | 38° 21′ S, 71° 21′ O         |
| Sierra Nevada de Lagunas Bravas | +06 127, | ?                         | 26° 28′ S, 68° 34′ O         |
| Socompa                         | +06 051, | 5250 av. J.-C. ?          | 24° 24′ S, 68° 15′ O         |
| Sollipulli                      | +02 282, | 1240                      | 38° 58′ S, 71° 31′ O         |
| El Solo                         | +06 190, | ?                         | 27° 06′ S, 68° 43′ O         |
| Taapaca                         | +05 860, | 320 av. J.-C. ± 50 ans    | 18° 06′ S, 69° 30′ O         |
| Tacora                          | +05 980, | ?                         | 17° 43′ S, 69° 46′ O         |
| El Tatio                        | +04 280, | Pléistocène               | 22° 21′ S, 68° 02′ O         |
| Tilocalar                       | +03 116, | ?                         | 23° 58′ S, 68° 08′ O         |
| Tinguiririca                    | +04 280, | 1994                      | 34° 49′ S, 70° 21′ O         |
| Tolguaca                        | +02 806, | Holocène                  | 38° 18′ S, 71° 38′ O         |
| La Torta                        | +05 018, | ?                         | 22° 30′ S, 67° 54′ O         |
| Tupungato                       | +06 570, | 1986                      | 33° 21′ S, 69° 46′ O         |
| Tupungatito                     | +06 000, | 1986                      | 33° 24′ S, 69° 48′ O         |
| Viedma                          | +01 500, | 1988                      | 49° 21′ S, 73° 16′ O         |
| Villarrica                      | +02 847, | 2007                      | 39° 25′ S, 71° 56′ O         |
| El Volcán                       | +05 100, | ?                         | 22° 20′ S, 67° 58′ O         |
| Volcan sans nom                 | −642,    | 1839                      | 33° 37′ S, 76° 50′ O         |
| Volcan sans nom                 | +04 200, | Holocène                  | 20° 50′ S, 68° 38′ O         |
| Yanteles                        | +02 050, | 6650 av. J.-C.            | 43° 30′ S, 72° 48′ O         |
| Yate                            | +02 187, | Holocène                  | 41° 45′ S, 72° 23′ O         |